# 교세라

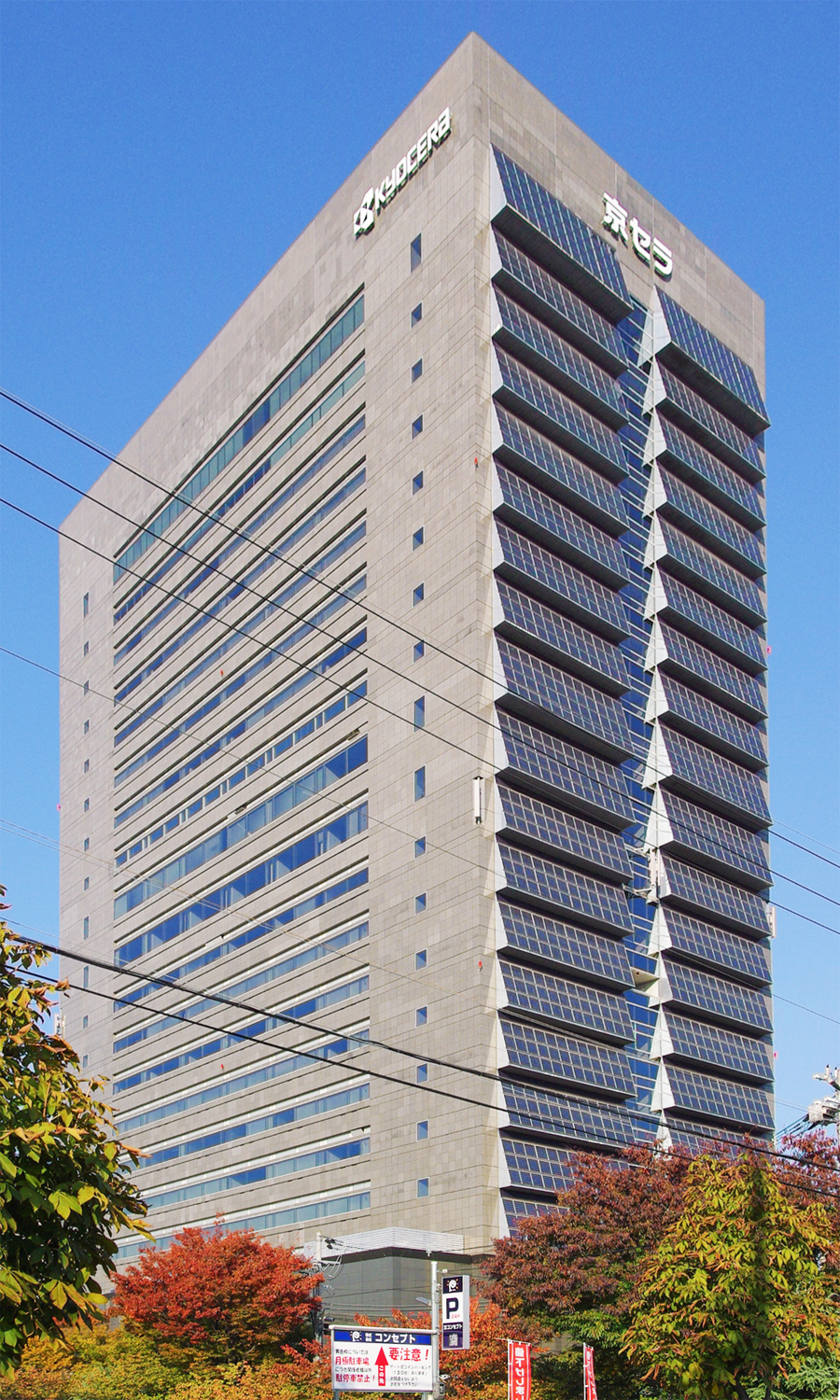
교토부 교토시 후시미구에 위치한 교세라 본사 사옥

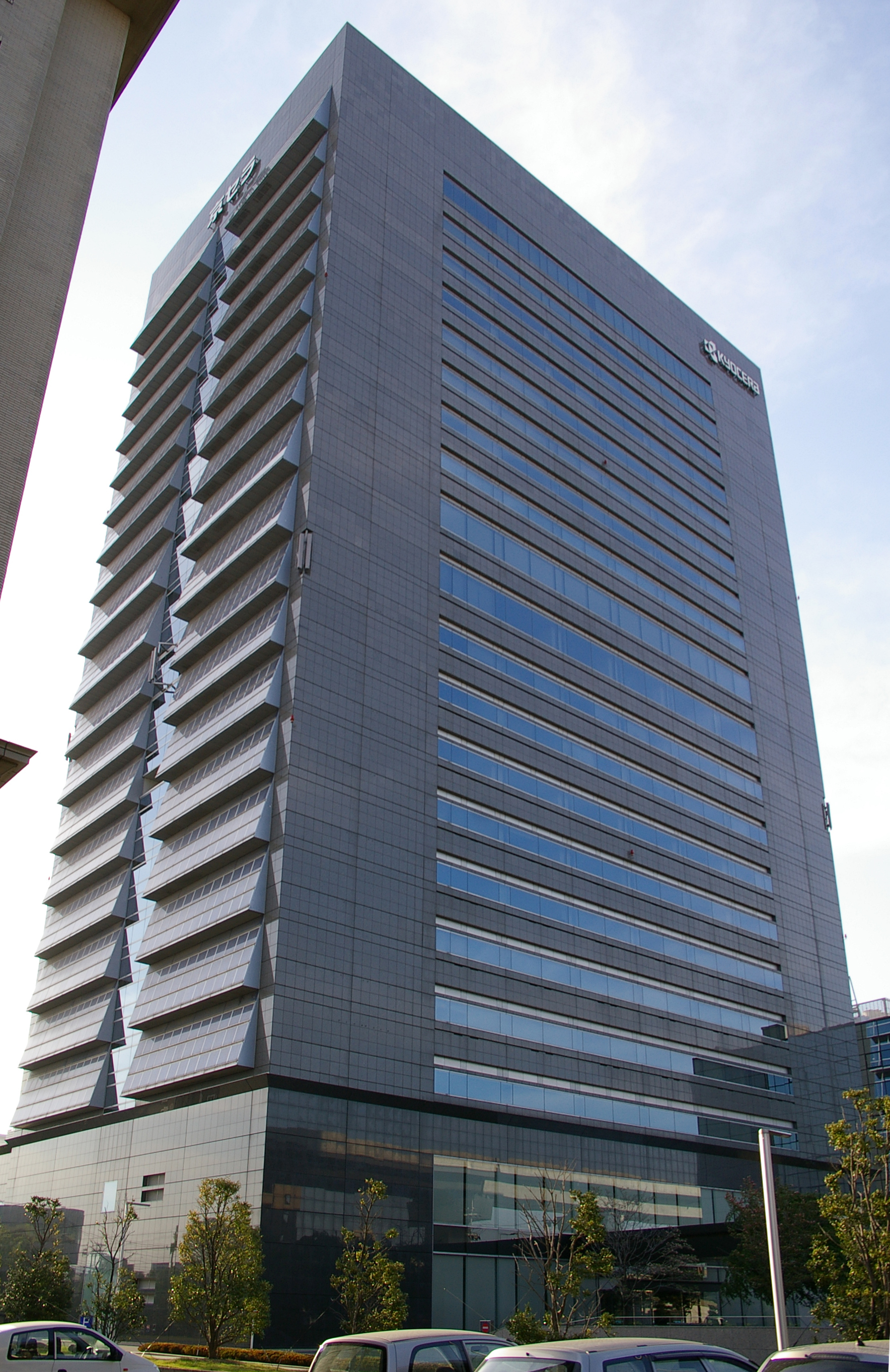
교토부 교토시 후시미구에 위치한 교세라 본사 사옥

교세라 주식회사(일본어: 京セラ株式会社, 영어: Kyocera Corporation)는 교토부 교토시 후시미구에 본사를 둔 일본의 전자기기, 정보기기, 태양전지, 세라믹, 관련 기기 제조회사이다. UFJ 그룹의 계열사이다.

## 연혁
- 1959년 4월 이나모리 가즈오가 교토시 나카교구에서 교토 세라믹 주식회사를 창업하였다.
- 1971년 10월 도토증권거래소(현 오사카증권거래소)에 상장하였다.
- 1972년 7월 교토 시 야마시나구로 본사를 이전하였다.
- 1972년 9월 도쿄 증권거래소 제2부에 상장하였다.
- 1974년 2월 오사카 증권거래소 2부에서 1부로 승격하였다.
- 1982년 10월 교세라 주식회사로 사명을 변경하였다.
- 1984년 6월 교세라를 중심에 둔 미쓰비시 상사와 소니 등의 25개사의 출자로 제이전전(DDI)를 건립하였다. DDI는 후의 KDD이며 IDO와 합병하여 KDDI가 되었다.
- 1988년 8월 교토 시 후시미 구로 본사를 이전하였다.
- 2005년 9월 카메라 사업에서 철수하였다.
- 2006년 3월 2일 오사카 돔의 명명권을 취득하였다. 이로써 2006년 7월 1일부터 2011년 3월 31일까지 구장의 명칭이 '교세라 돔 오사카'로 변경되었다.

## 주요 제품
- 휴대전화
  - 스마트폰
- 태양광 발전 시스템
- 디지털 카메라
- 전자부품, 반도체부품, 광통신부품, 파인세라믹
- 프린터 및 복사기, 각종 사무기기
- 유기재로
- 산업용 공구
- 의료재료

## 스폰서
- 일본 J리그 프로축구단 교토 상가 FC
- 일본 퍼시픽 리그 프로야구단 오릭스 버펄로스

## 같이 보기
- 교토 방송
- 퀄컴